# Клинкерная термопанель

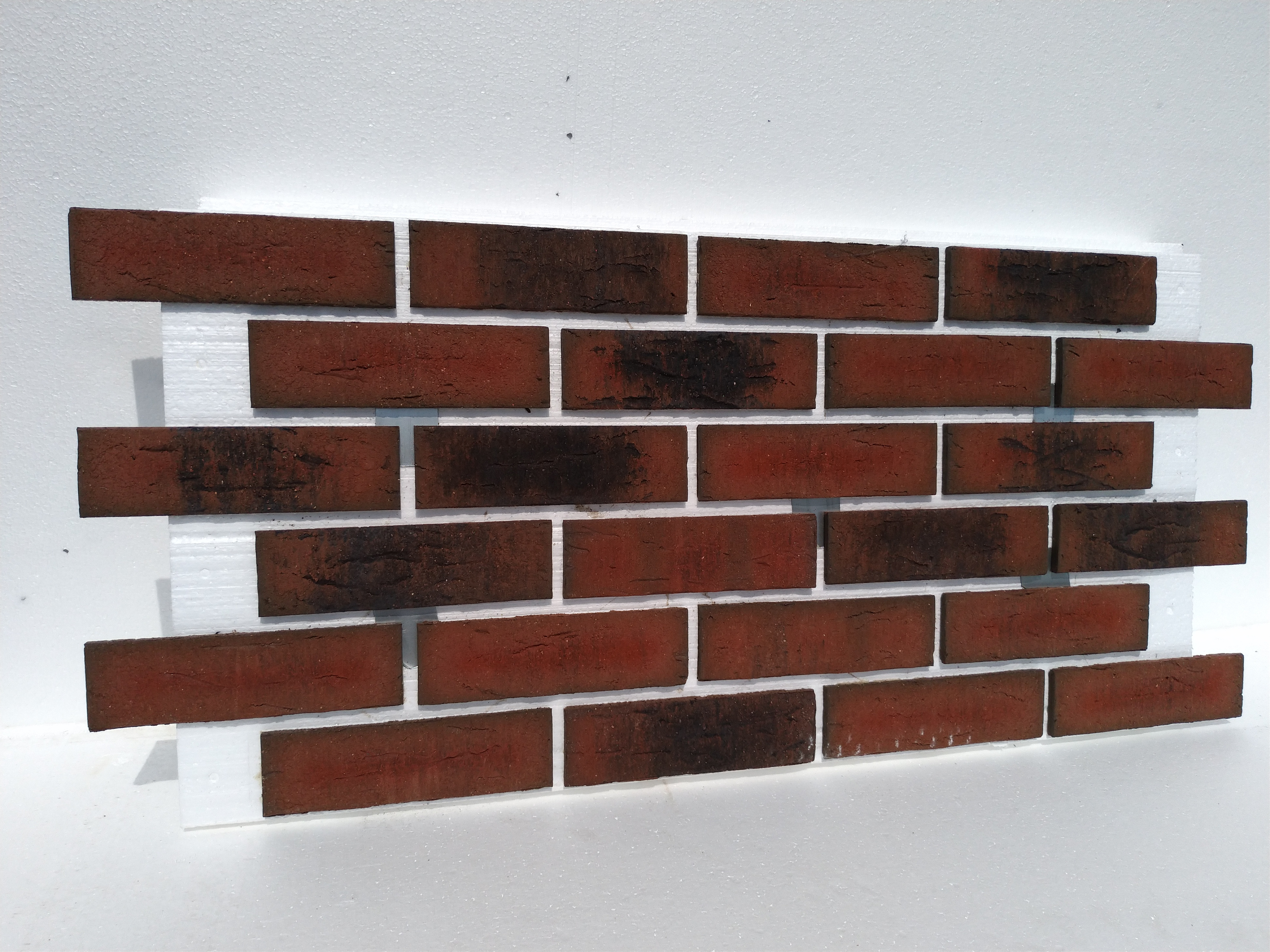
Клинтерная термопанель

Клинкерная термопанель — монолитная конструкция с клинкерной плиткой, предназначенная для внешней отделки фасада здания. Является одним из видов термопанелей.

## Особенности изготовления и конструкции
Большинство клинкерных термопанелей состоят из трёх элементов:
- утеплителя (плита из вспененного ПСБ-С 25 (EPS), экструзионного полистирола ЭППС (ХPS) либо вспененного пенополиуретана (ППУ). Среди главных качеств последнего можно выделить хорошую термоизоляцию и высокую морозоустойчивость, благодаря чему термопанели не подвержены гниению, размножению микроорганизмов, изменению своей первоначальной геометрической формы;
- полиуретанового клея;
- клинкерной плитки, которую изготавливают путем нарезки клинкерного кирпича. Особенности производства сохраняют свойства материала: прочность, морозоустойчивость, долговечность, баланс паропроницаемости и водопоглощения.

Клинкерные термопанели изготавливаются с использованием технологии многократного прессования, при которой плитка впрессовывается в утеплитель при помощи специального пневматического оборудования и полиуретанового клея.
Сами панели представляют собой пресс-формы, в которые устанавливается матрица. В эту матрицу укладывается готовая клинкерная плитка, задача которой — имитировать кирпичную или каменную кладку. Чтобы панели могли крепиться на стены, в матрицу устанавливаются крепёжные пластиковые направляющие. Затем в эту пресс-форму заливается жидкий пенополиуретан, после затвердения которого пресс-форма приобретает цельность и не имеет стыков. Некоторые производители используют не пенополиуретан, а экструдированный пенополистирол. В отличие от пенополиуретана, который заливается в плитку, пенополистирол приклеивается к плитке на полиуретановый клей. Поэтому крепежные направляющие вставляются в облицовочные плиты уже на заводе, на рабочем месте. Это дает такой эффект, что при креплении облицовки не возникает механического воздействия. Готовая клинкерная плитка обычно имеет гребни и пазы, которые при обкладке поверхности позволяют создать эффект монолитности. Готовое изделие представляет собой монолитную бесшовную конструкцию с внешним декоративным, внутренним теплоизоляционным слоем, крепежными элементами. Направляющие производитель устанавливает в облицовочные панели изначально, поэтому после монтажа облицовочного материала к основанию механическое напряжение отсутствует.

## Монтаж
Клинкерными термопанелями можно отделать фасад любого здания независимо от времени его постройки. Работы проводят в любое время года методом сухого монтажа с помощью металлических дюбелей и пластиковых наполнителей с использованием профессиональной всесезонной полиуретановой клей-пены в баллонах. Панели можно установить на любую поверхность — кирпичную, деревянную и бетонную. Утеплительный слой пенополиуретановой основы этих панелей имеет толщину 40, 60 и 80 мм. При их установке толщина выбирается в зависимости от утепления стен. Клинкерные термопанели легко монтировать благодаря высокой степени готовности и небольшому весу. Монтаж можно осуществлять бригадой строителей из 2-3 человек без специального оборудования. За одну операцию можно произвести одновременно отделку и утепление.

## Технические характеристики
Термопанели являются уникальным вариантом, так как сочетают свойства одного из лучших облицовочных материалов и одного из лучших утеплителей.
Основные технические характеристики клинкерных термопанелей:
- толщина термопанелей — от 30 до 150 мм
- вес — от 14 до 18 кг/м2 (зависит от размера термопанели и толщины утеплителя)
- водопоглощение — 2-3 %
- теплопроводность — от 0,026 до 0,040 Вт/м²/С (зависит от основы утеплителя)
- сцепление клинкерной плитки с утепляющим слоем — выше 0,3 МПа
- класс горючести — НГ/Г1 (наружная отделка — плитка/утеплитель)
- морозостойкость — от 150 до 300 циклов замораживания и оттаивания
- разрушающая нагрузка при изгибе — не менее 0,30 Мпа
- срок эксплуатации — от 50 до 100 лет[1].

Устойчивость к ультрафиолету: к нему чувствителен вспененный пластик, но так как он защищен клинкером, то в общем панель к действию солнечных лучей безразлична. Выцветание невозможно: красящий минеральный пигмент в клинкер добавляют на стадии изготовления.
Клинкерные термопанели позволяют экономить полезную площадь внутри здания и увеличивать срок службы объекта. Они также улучшают шумоизоляцию и создают дополнительную гидрозащиту. В случае использования данного материала нет необходимости дополнительно ухаживать за фасадом. Панели защищают стены здания от проникновения воды, позволяют диффузию пара наружу и сохраняют плотность при больших ливневых дождях. Они оказывают минимальные нагрузки на фундамент и несущие стены.